# Martin Schwab (Schauspieler)
Martin Schwab (* 9. November 1937 in Möckmühl, Baden-Württemberg) ist ein deutscher Schauspieler.

## Leben
Seine Vorfahren waren fast alle Pfarrer, Lehrer und Weinbauern im Schwabenland. Sein Vater wurde im Widerstand gegen den Nationalsozialismus interniert. Nach einem halben Jahr wurde er jedoch freigelassen und strafversetzt, da er für eine Frau und acht Kinder zu sorgen hatte. Schwab engagierte sich in seiner Jugend stark in der evangelisch-christlichen Jugendbewegung CVJM.
Nach dem Abitur am Gymnasium Möckmühl machte er zuerst eine Ausbildung zum Chemiekaufmann. 1959 bis 1961 belegte er das Studienfach Schauspiel an der Max-Reinhardt-Schule in Berlin. 1962 debütierte er an der Landesbühne Rheinland-Pfalz in Neuwied. Es folgten Engagements am Staatstheater Oldenburg (1963 bis 1968), am Theater Ulm (1968 bis 1972) und am Württembergischen Staatstheater Stuttgart (1972 bis 1979). 1979 ging er für drei Jahre ans Schauspielhaus Bochum, ehe er 1982 an die Städtischen Bühnen Frankfurt am Main wechselte. 
In Österreich machte sich Schwab bei den Salzburger Festspielen vor allem als Darsteller moderner Dramatik einen Namen. Er spielte u. a. in Peter Handkes Über die Dörfer, in Das Gleichgewicht von Botho Strauß und in Thomas Bernhards Der Theatermacher (Inszenierung von Claus Peymann). Eine seiner legendärsten Rollen ist die des Claus Peymann in Thomas Bernhards Dramolett Claus Peymann kauft sich eine Hose und geht mit mir essen. Diese Rolle spielte er zum Abschiedsfest von Claus Peymann zuerst in Bochum, später auch im Wiener Akademietheater und im Berliner Ensemble. 
1986 gab er sein Burgtheaterdebüt als Ferrucio in Peymanns Salzburger Inszenierung des Theatermachers. Seit 1987 ist er fixes Ensemblemitglied im Haus am Ring und feierte in den unterschiedlichsten Rollen große Erfolge. Auch in Wien finden sich zahlreiche Uraufführungen in Schwabs Repertoire: Er war in Elfriede Jelineks Stück Totenauberg sowie in ihrer Pornokomödie Raststätte oder sie machens alle, in André Hellers Sein und Schein, Peter Turrinis Die Schlacht um Wien, Peter Handkes Zurüstungen für die Unsterblichkeit und in Tankred Dorsts Neonazi-Drama Die Schattenlinie zu sehen. 1993 machte er einen seiner Abstecher zum Film und spielte in der Dennis-Potter-Verfilmung Mesmer neben Alan Rickman, Gillian Barge und Amanda Ooms unter der Regie von Roger Spottiswoode die Rolle des Herrn Paradies. Im Juli 2006 stand er bei den Salzburger Festspielen in Johann Nestroys Posse Höllenangst in der Rolle des Pfrim auf der Bühne. Im Berliner Ensemble spielte er 2012/2013 als Nathan in Gotthold Ephraim Lessings Drama Nathan der Weise.
Schwab ist Vater zweier Söhne.

## Filmografie
- 1968: Der Unfall
- 1974: Die Kriegsbraut
- 1977: Tatort – Himmelblau mit Silberstreifen
- 1979: Tatort – Zweierlei Knoten
- 1980: Schülergeschichten (6 tlg. dt. Jugendserie)
- 1984: Tatort – Verdeckte Ermittlung

## Hörspiele
- 1982: Jürgen Lodemann: Ahnsberch oder die Räuber an der Ruhr (Willi Überzwerch) – Regie: Frank Hübner (WDR)
- 1983: Frieder Faist: Die Antragserfassungskarte – Regie: Andreas Weber-Schäfer (HR)
- 1985: Michail Bulgakow: Adam und Eva (Alexander Ippolitowitsch Jefr) – Regie: Heinz von Cramer (NDR/SDR)
- 1993: Alberto Gozzi: Auf Grund der Reise (Bert) – Regie: Götz Fritsch (ORF/WDR)
- 1999: Ingomar von Kieseritzky: Fin de Partie - oder - Das Rauschen des Äthers (Schad) – Regie: Götz Fritsch (HR)
- 2000: Erich Hackl: Anprobieren eines Vaters (Ich) – Regie: Ulrich Lampen (SWR/ORF)
- 2003: Werner Kofler: Auf der Strecke (Männerstimme) – Regie: Robert Matejka (NDR/ORF)
- 2008: Marie von Ebner-Eschenbach: Das Gemeindekind (Halbrecht) – Regie: Götz Fritsch (ORF/MDR)

## Auszeichnungen
- 1992: Kainz-Medaille der Stadt Wien für seine Darstellung des Kleinstadtpfarrers Christian Bley in Tod und Teufel (von Peter Turrini)
- 1999: ORF-Hörspielpreis (Schauspieler des Jahres)
- 2000: Nestroy-Theaterpreis Beste Nebenrolle für seine Rolle des Bischofs Gregor im Franz-Grillparzer-Stück Weh dem, der lügt! am Burgtheater
- 2003: Goldenes Ehrenzeichen für Verdienste um das Land Wien
- 2007: Nestroy-Theaterpreis-Nominierung Beste Nebenrolle für seine Rolle des Gloster im William-Shakespeare-Stück König Lear am Burgtheater
- 2009: Ehrenmitgliedschaft des Wiener Burgtheaters[1]